# Selby Msimang
Henry Selby Msimang (* 13. Dezember 1886 in Edendale; † 29. März 1982 ebenda) war ein Politiker und Anti-Apartheid-Aktivist in Südafrika. Er gehörte dem African National Congress (ANC) und später auch der Liberal Party an.

## Leben
Msimang wurde als Sohn des Gründers der Independent Methodist Church, Joel Msimang, und von Joanah Radebe in Edendale in Natal geboren. Sein älterer Bruder war Richard Msimang. Selby Msimang absolvierte die Emakosini Primary School in Nhlangano in Swasiland. 1903 bis 1907 besuchte er an die methodistische Kilnerton Institution in Pretoria, die Edendale Institution in Edendale und das College Healdtown Institution bei Fort Beaufort, wo er zum Lehrer ausgebildet wurde; den Beruf übte er jedoch nie aus.
1908 arbeitete Msimang als Gerichtsdolmetscher in Germiston, dann bei der Post in Krugersdorp. 1912 war er Gründungsmitglied des South African Native National Congress, dem späteren African National Congress. Er arbeitete als Assistant von Sol Plaatje im Constitution Committee (etwa: „Verfassungskomitee“) mit, das sein Bruder einberufen hatte. 1913 wurde er Sekretär des Anti-Lands Act Committee, 1914 Gerichtsdolmetscher in Vrede. 1919 war er in Bloemfontein an der Gründung der Industrial and Commercial Workers Union in Bloemfontein beteiligt, deren Präsident er 1920 wurde. In Bloemfontein gab er auch die Zeitung Messenger – Inxusa – Morumioa heraus. 1922 zog er nach Johannesburg. Er wurde in der Anwaltspraxis von Pixley ka Isaka Seme angestellt. Von 1928 bis 1937 war er als Berater für Arbeitsrecht tätig. 1935 war Msimang Sekretär des ersten Treffens der All African Convention. 1941 zog er nach Pietermaritzburg, wo er zum ANC-Sekretär für die Provinz Natal berufen wurde. 1953 trat er – weiterhin auch dem ANC angehörend – als Gründungsmitglied der Liberal Party bei, dessen Vorstand er als einer von wenigen Schwarzen von 1956 bis 1958 angehörte. Anschließend war Msimang Vice-Chairperson der Partei, die sich später auflöste, weil Parteimitglieder gemäß dem 1968 erlassenen Prohibition of Political Interference Act (etwa: „Gesetz zur Verhinderung politischer Einmischung“) nur noch einer einzigen Bevölkerungsgruppe angehören durften. Von 1974 bis 1975 gehörte er dem Executive Committee des South African Institute of Race Relations an.
Msimang war Laienprediger der methodistischen Kirche. Er heiratete 1913 – seine erste Frau starb 1951 – und 1952 und hatte insgesamt vier Söhne und vier Töchter.

## Werke
- Henry Selby Msimang: H. Selby Msimang looks back. South African Institute of Race Relations, Johannesburg 1971, ISBN 0-86982-036-2 (englisch).